# Salvador Mota
Salvador Mota Moreno (30 de novembre de 1922 - 20 de febrer de 1986) fou un futbolista mexicà.

## Selecció de Mèxic
Va formar part de l'equip mexicà a la Copa del Món de 1954.